# Komedia z pomyłek (film)
Komedia z pomyłek – polski czarno-biały western komediowy z 1967 roku, zrealizowany według noweli Henryka Sienkiewicza o tym samym tytule.
W 1968 roku film został włączony do filmu nowelowego „Komedie pomyłek” prezentowanego w kinach.

## Treść
Akcja toczy się w II połowie XIX wieku w małym kalifornijskim miasteczku na Dzikim Zachodzie.
Niemiecki emigrant Hans zakłada sklep na jednej z ulic. Ku jego irytacji, jego rodaczka, młoda i piękna Lora zakłada sklep po przeciwnej stronie. Dochodzi do ostrej rywalizacji. Lora decyduje się podać Hansa do sądu. Jednak nieznający niemieckiego sędzia omyłkowo udziela im ślubu.

## Obsada
- Iga Cembrzyńska (Lora Neuman)
- Zdzisław Maklakiewicz (Hans Kasche)
- Kazimierz Opaliński (sędzia)
- Bronisław Pawlik (Robertson, redaktor „Saturday Weekly Review”)
- Bohdana Majda (mieszkanka miasteczka)
- Zofia Merle (Kitty, pracownica sklepu Lory Neuman)
- Natalia Szymańska (mieszkanka miasteczka)
- Ewa Zdzieszyńska (pani Goodwyn)
- Wacław Kowalski (mieszkaniec miasteczka)
- Barbara Nowak (mieszkanka miasteczka)
- Jerzy Przybylski (pan Goodwyn)
- Henryk Staszewski (powożący dyliżansem)
- Michał Szewczyk (Bill, pracownik sklepu Kaschego)
- Zygmunt Zintel (szeryf Davies)